# Cal Newport
Calvin Newport es un escritor estadounidense de no ficción y profesor de informática en la Universidad de Georgetown.

## Antecedentes y educación
Newport creció en Pennington, Nueva Jersey, y se graduó de Hopewell Valley Central High School en 2000. 
Newport completó sus estudios universitarios en el Dartmouth College en 2004 y recibió un doctorado en informática del Instituto Tecnológico de Massachusetts (MIT, por sus siglas en inglés) en 2009 con Nancy Lynch .   Fue asociado postdoctoral en el departamento de informática del MIT entre 2009 y 2011. Su abuelo, John Newport, fue un ministro bautista y teólogo. 

## Carrera
Newport entró a la Universidad de Georgetown como profesor asistente de informática en 2011, obtuvo la titularidad en 2017 y fue ascendido a profesor titular en 2024. Su trabajo se centra en algoritmos distribuidos en escenarios de redes desafiantes e incorpora el estudio de los sistemas de comunicaciones en la naturaleza.  Newport es actualmente Profesor Asociado Distinguido del Rector en el Departamento de Ciencias de la Computación  de la Universidad de Georgetown y autor de ocho libros. 

### Gestión de la atención
Newport inició el blog Study Hacks en 2007, donde, aún en la actualidad, escribe sobre «cómo realizar un trabajo productivo, valioso y significativo en una era digital cada vez más distraída». 
Newport utilizó el término "trabajo profundo " en su libro Enfócate: Consejos para alcanzar el éxito en un mundo disperso (2016). Newport lo utiliza para referirse a estudiar o trabajar durante períodos de tiempo en total concentración y sin distracciones digitales como el correo electrónico y las redes sociales.  Él cuestiona la creencia de que la participación en las redes sociales es importante para el trabajo. 
En 2017, comenzó a abogar por el "minimalismo digital". 
En 2021, comenzó a referirse al papel que desempeñan el correo electrónico y el chat en lo que él llama "la mente colmena hiperactiva". 
En 2024 publicó Slow Productivity: The Lost Art of Accomplishment Without Burnout.
Además de su blog y boletín informativo, publica un podcast regular sobre consejos de productividad y trabajo del conocimiento que está disponible en YouTube y otras plataformas. 

## Libros
- Cómo triunfar en la universidad (Crown, 2005)ISBN 978-0767917872
- Cómo ser un estudiante con excelentes calificaciones (Crown, 2006)ISBN 978-0767922715
- Cómo ser una superestrella de la secundaria (Crown, 2010)ISBN 978-0767932585
- Tan bueno que no pueden ignorarte: Por qué las habilidades superan a la pasión en la búsqueda del trabajo que amas (Grand Central Publishing, 2012)ISBN 978-1455509126
- Trabajo profundo: Reglas para un éxito enfocado en un mundo distraído (Grand Central Publishing, 2016)ISBN 978-1455586691
- Minimalismo digital: una vida centrada en un mundo ruidoso (Portfolio, 2019)ISBN 978-0525536512
- El planificador de bloques de tiempo (2020)
  - 2da ed. (Portafolio, 2023)ISBN 978-0593545393
- Un mundo sin correo electrónico: Reimaginar el trabajo en una era de sobrecarga comunicacional (Portfolio, 2021)ISBN 978-0525536550
- Productividad lenta: El arte perdido del éxito sin agotamiento (Portfolio, 2024)ISBN 978-0593544853